# Fontana delle Fiabe

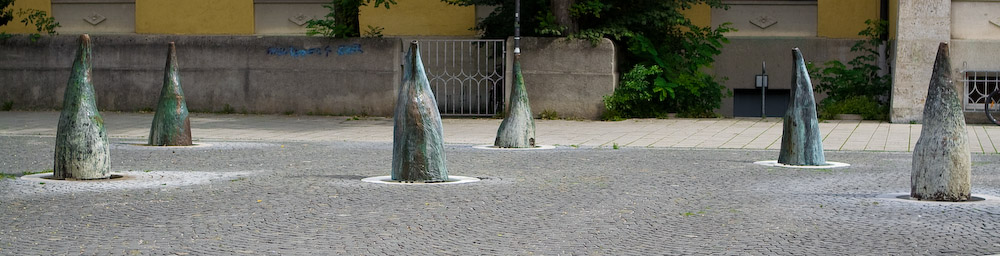
Fontana delle Fiabe o dei Sette nani in piazza Ernst-Toller a Schwabing Monaco di Baviera

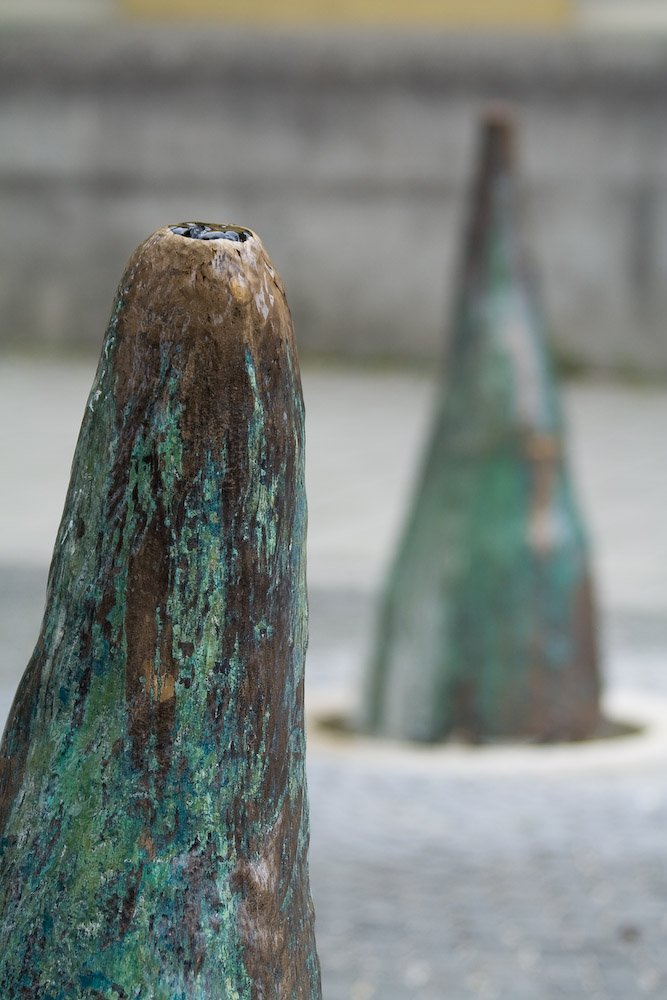
Dalla cima dei berretti dei Sette nani esce l'acqua

La fontane delle Fiabe o dei Sette nani, si trova in piazza Ernst Toller nel quartiere di Schwabing a Monaco di Baviera. La fontana è stata creata da Barbara Hamann ed eretta, nel 1999, davanti all'ingresso del gymnasium Oskar von Miller. Fu finanziata da un lascito che la città ottenne da una coppia che aveva deciso di edificare la fontana. 
La fontana consiste di sette berretti appuntiti di bronzo patinato, simili ai copricapo dei nanetti fiabeschi. Da ogni cima fuoriesce un getto d'acqua alquanto debole.

## Storia
Il nome della fontana fa riferimento ad una delle lettere che Ernst Toller scrisse dalla prigione (dove rimase segregato per cinque anni, a partire dal 1919, per aver partecipato alle sommosse socialiste bavaresi), in cui scrisse:
(Erns Toller)